# 베이징 원인
베이징 원인(北京原人, Beijing Man)은 중국 베이징의 북동 팡산 구 저우커우뎬 용골산의 삼림에서 발견된 화석 인류다. 학명은 호모 에렉투스 페키넨시스(Homo erectus pekinensis)이며, 현재는 호모 에렉투스(Homo erectus)의 아종으로서 다뤄진다. 베이징 원인은 기존의 호모 에렉투스에 대한 학계의 이론을 갱신했다. 저우커우뎬(주구점)의 베이징 원인 유적은 유네스코의 세계 유산으로서 등록되어 있다.

## 특징
베이징(북경) 교외 저우커우뎬 원인동(猿人洞)에서 발견되었다.
두개골은 낮고 안와상(眼窩狀)돌기가 튀어나왔으며, 아래턱은 두텁고 뇌의 용적은 평균 1043cm3이다. 상완(上腕)과 손의 뼈는 두드러지게 발달하였고 하지의 긴 뼈는 원시적이다. 직립원인에 비해서 두개골과 손의 구조는 진화되어 있으나, 대퇴골은 직립원인 쪽이 진보되어 있다.
베이징 원인은 몸을 굽히고 직립보행하였으며, 오른손잡이로서 말을 했다. 석영이나 사암을 재료로 하여 역기(礫器), 원반상 석핵(圓盤狀石核), 박편(剝片)을 이용한 석기를 제작했다. 또한, 동굴에 살고 불을 사용했다. 동굴 안에서는 사슴의 뼈가 대량으로 출토되었다. 식량으로서는 사슴이나 야생의 앵두, 풀씨 등이 있다. 북경원인은 홍적세 중기(수십만 년 전)에 존재했을 것으로 추측되었다.

## 연구사
1921년 스웨덴의 지질학자 요한 군나르 안데르손과 미국의 고생물학자인 월터 그랜저가 베이징 근처의 주구점에서 인류의 것이라고 생각되는 화석을 발굴했다．그 후에 여러 차례 조사가 이어졌는데, 1929년 12월 2일, 중국의 고고학자 배문중(裴文中)이 완전한 형태의 두개골을 발견했다. 이로써 6개의 비교적 완전한 두개골과 12개의 부서진 얼굴뼈, 15개의 턱뼈, 157개의 이빨과 10여 개등 모두 십 수 명분의 원인의 뼈가 발굴됐다．1921년 이후 계속된 발굴작업에서 이밖에도 수십만 건에 달하는 구석기유물과 코끼리, 코뿔소, 말, 소, 양, 돼지, 사슴 등의 포유류의 유골이 대량으로 발견되었다.
그러나 중일전쟁이 격화되고, 일본군이 베이징을 점령하게 되자, 화석은 안전한 조사를 위해 미국으로 수송되었고 수송 도중에 분실되었다는 의견이 지배적이다. 다만 분실 전에 객원 해부학 교수였던 독일 출신의 학자 F·와이덴라이히(Framz Weidenreich)가 이미 상세한 연구 기록을 남겼다. 이것이 오늘날 베이징(북경) 원인의 연구 자료로 되어 있다. (전후 추가로 베이징 원인의 뼈가 일부 발굴되었다)
일반적으로 베이징 원인은 현존 인류의 직접적인 조상이 아닌 방계로 알려져 있으나, 한때는 이것이 현존 인류의 직접적인 조상으로 생각되었고, 이를 통해 아시아 기원설이 만들어지기도 했다. 하지만 현재는 네안데르탈인의 미토콘드리아 DNA 계통 조사 등의 연구를 통해 아프리카 기원설이 정설이 되면서 아시아 기원설은 부정되고 있다.
베이징 원인은 아프리카 대륙에서 기원을 갖는 원인의 하나지만, 현 인류의 조상이 아니라, 어떠한 이유로 멸종되었다고 생각되고 있다. 석기나 노의 흔적이 동시에 발견되고 필요한 것은 석기나 불을 이용하고 주조했다고도 생각되고 있다. 또 동물의 뼈가 근처에 발견된 것으로 미루어 고기를 구워 먹었다고 하는 설도 있다．또한, 원인의 뼈 자체가 산산조각 나 있기 때문에 베이징 원인 사이에 식인의 풍습도 있었다고 하는 설도 유력하다．
발견 당시의 구 학명은 시난토로푸스 페키넨시스 (Sinanthropus pekinensis)로 명명되었지만, 현재는 호모 에렉투스 페키넨시스(homo erectus pekinensis)라고 하는 의견이 지배적이다．

## 같이 보기
- 자바원인
- 네안데르탈인
- 크로마뇽인
- 중국세계유산